# Première investiture de Vladimir Poutine

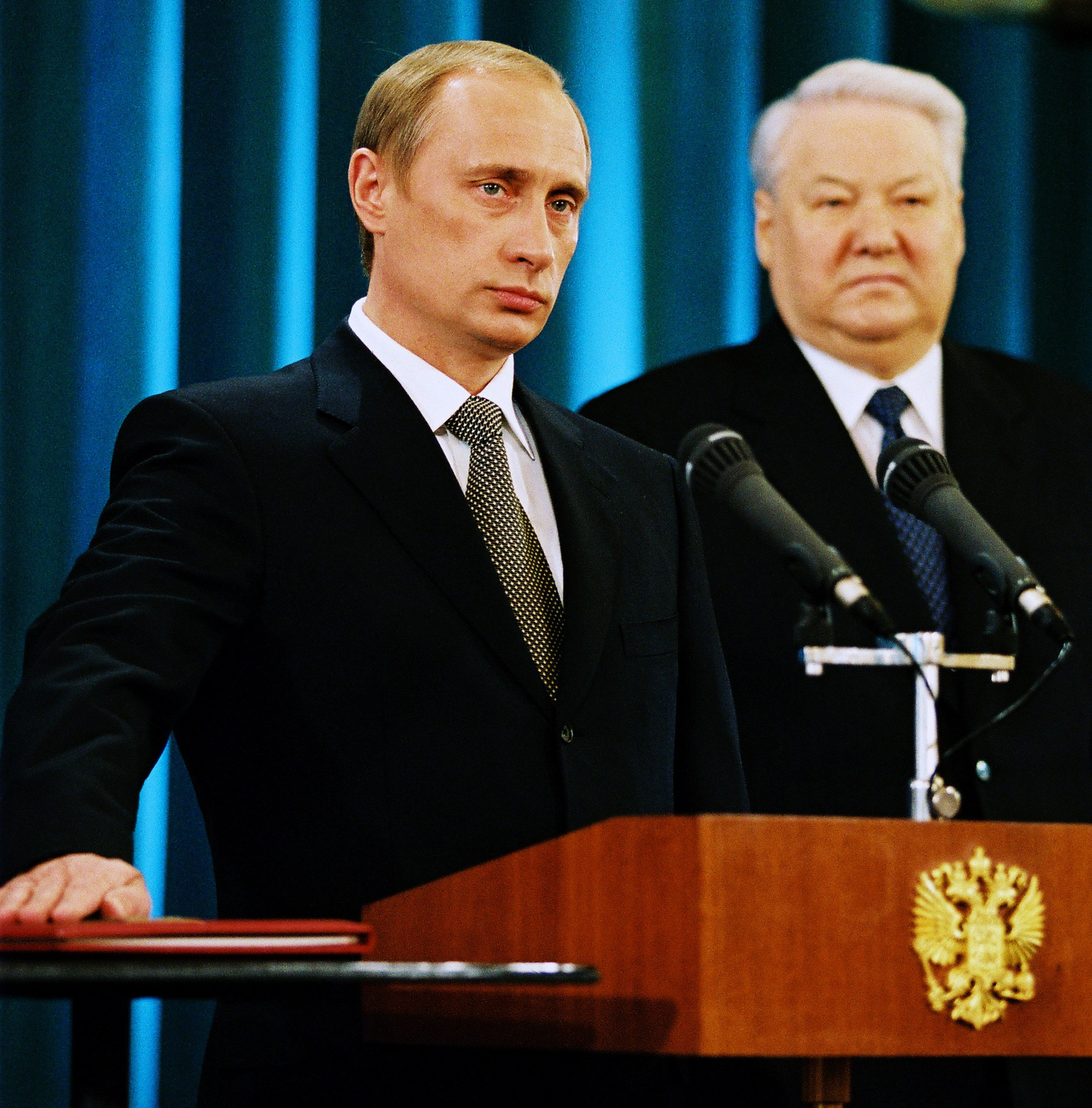
Prestation de serment de Vladimir Poutine sur la constitution russe.

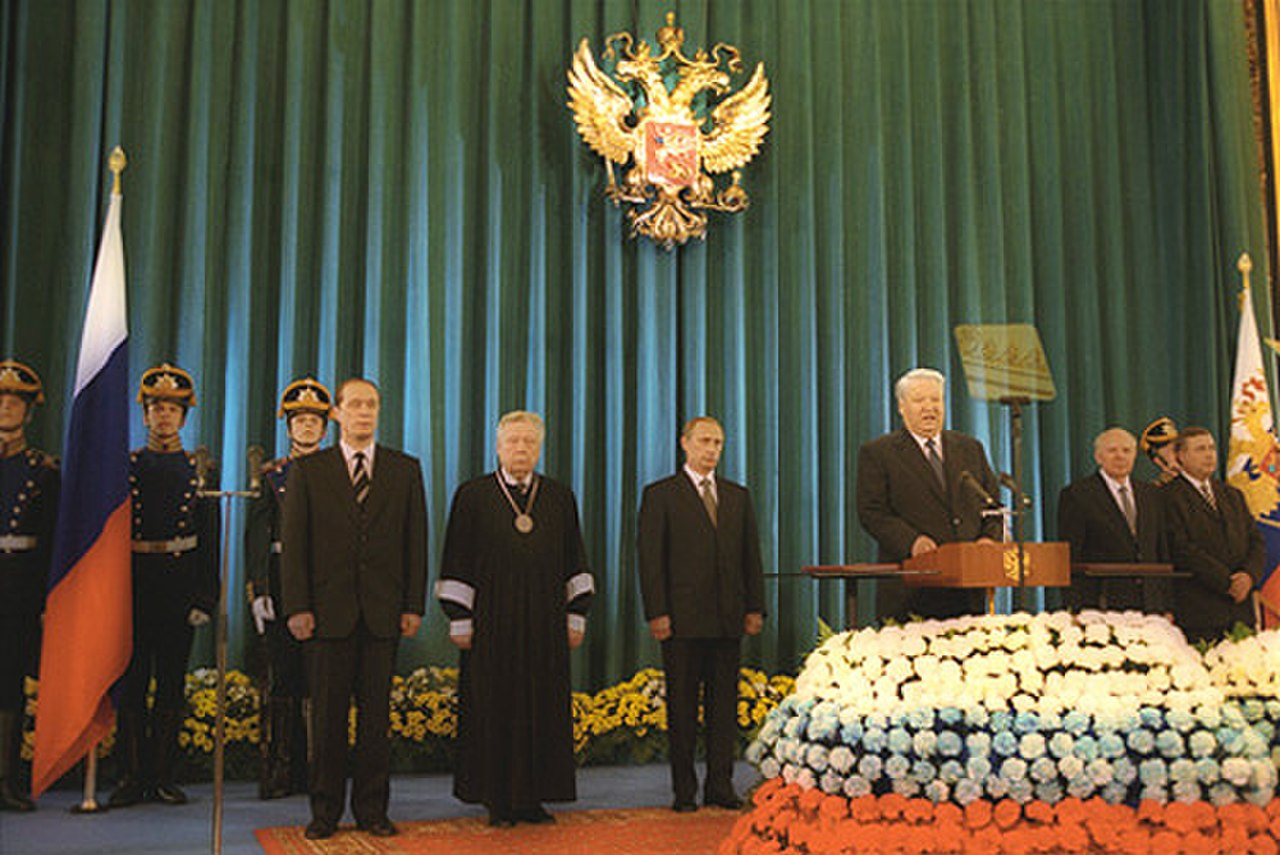
Boris Eltsine donne un discours de félicitations.

La première investiture de Vladimir Poutine en tant que président de la Russie a eu lieu le dimanche 7 mai 2000. La cérémonie a eu lieu pour la première fois au grand Palais du Kremlin et a duré exactement une heure.
Malgré le fait que Boris Eltsine au moment de la cérémonie était déjà un ancien président (ayant démissionné le 31 décembre 1999), il a été officiellement invité en tant qu'invité, mais a participé à la cérémonie en tant que président sortant.

## Contexte
Boris Eltsine a démissionné de la présidence de la Russie fin 1999. Le Premier ministre Vladimir Poutine est devenu président par intérim de la Russie et a remporté l'élection présidentielle russe de 2000 avec plus de cinquante pour cent des voix. Il a pris ses fonctions deux mois après les élections.

## Cérémonie
À l'origine, la cérémonie devait avoir lieu au palais du Kremlin, mais Poutine a demandé qu'elle soit déplacée au grand Palais du Kremlin. Au début de la cérémonie, après avoir traversé les salles Saint-Georges et Alexandre, les soldats du régiment du Kremlin ont apporté dans la salle d'André le drapeau de la Russie, le drapeau du président de la Russie, une copie spéciale de la Constitution russe et le signe du président de la Russie. Puis, sur le podium de la salle Saint-André, le président de la Cour constitutionnelle de Russie Marat Baglaï, le président du Conseil de la fédération Iegor Stroïev (en), le président de la Douma d'État Guennadi Selezniov et le président de la Commission électorale centrale de la fédération de Russie Alexandre Vechniakov.
Vladimir Poutine est arrivé au Kremlin et est entré dans le Grand Palais du Kremlin. Le premier président de la Russie Boris Eltsine était invité. Avec le premier coup de carillon du Kremlin, Vladimir Poutine est passé devant les salles Saint-George et Alexandre, sur le podium de la salle Saint-André.
Le premier discours a été prononcé par Alexandre Vechniakov, président de la Commission électorale centrale de Russie. Il a félicité Poutine pour sa victoire aux élections et a déclaré que les élections se sont déroulées conformément aux lois de la Russie. Le deuxième discours était le président de la Cour constitutionnelle Marat Baglaï. Il a appelé Vladimir Poutine à prêter serment au président de la Russie. Après que Vladimir Poutine ait prononcé le texte du serment, l'hymne de la Russie a retenti et une copie de l'étendard(?) du président de la Russie a été levée au-dessus du dôme du Sénat du Kremlin. Après l'hymne national, Boris Eltsine a prononcé un discours dans lequel Poutine a félicité, souhaité du succès et encouragé à continuer à construire une nouvelle Russie démocratique. Après Eltsine, avec son premier discours en tant que président de la Russie, Vladimir Poutine prend la parole.
Vladimir Poutine a quitté la salle Saint-André sur l'accompagnement de la chanson Glory, sur la musique de Mikhaïl Glinka et un salut d'artillerie. Puis, sur la place de la cathédrale du Kremlin de Moscou, Boris Eltsine a présenté le régiment du Kremlin de Vladimir Poutine, passant ainsi l'autorité du commandant suprême du nouveau président.
À l'issue de la cérémonie, Boris Eltsine et Vladimir Poutine ont reçu les félicitations,.